# Mercedes-Benz O317
De Mercedes-Benz O317 is een voormalige lijn van streekbussen en stadsbussen van het Duitse automobielconcern Daimler-Benz. De O317 was in productie van 1957 tot 1972. De chassis van de O317 werd gebouwd tot 1976 voor opbouwer, vier jaar nadat de bus uit de catalogus gehaald werd.

## Subtype
Naast de standaardreeks, bestond er ook een kleinere versie van de O317, de O317K. Deze had een lengte van 11,3 m.

## Inzet
De O317 is nog in vele landen in dienst geweest, waaronder enkele in België en in Nederland. De meeste bussen waren vooral terug te vinden in Duitsland op het streekvervoer.

### Nederland

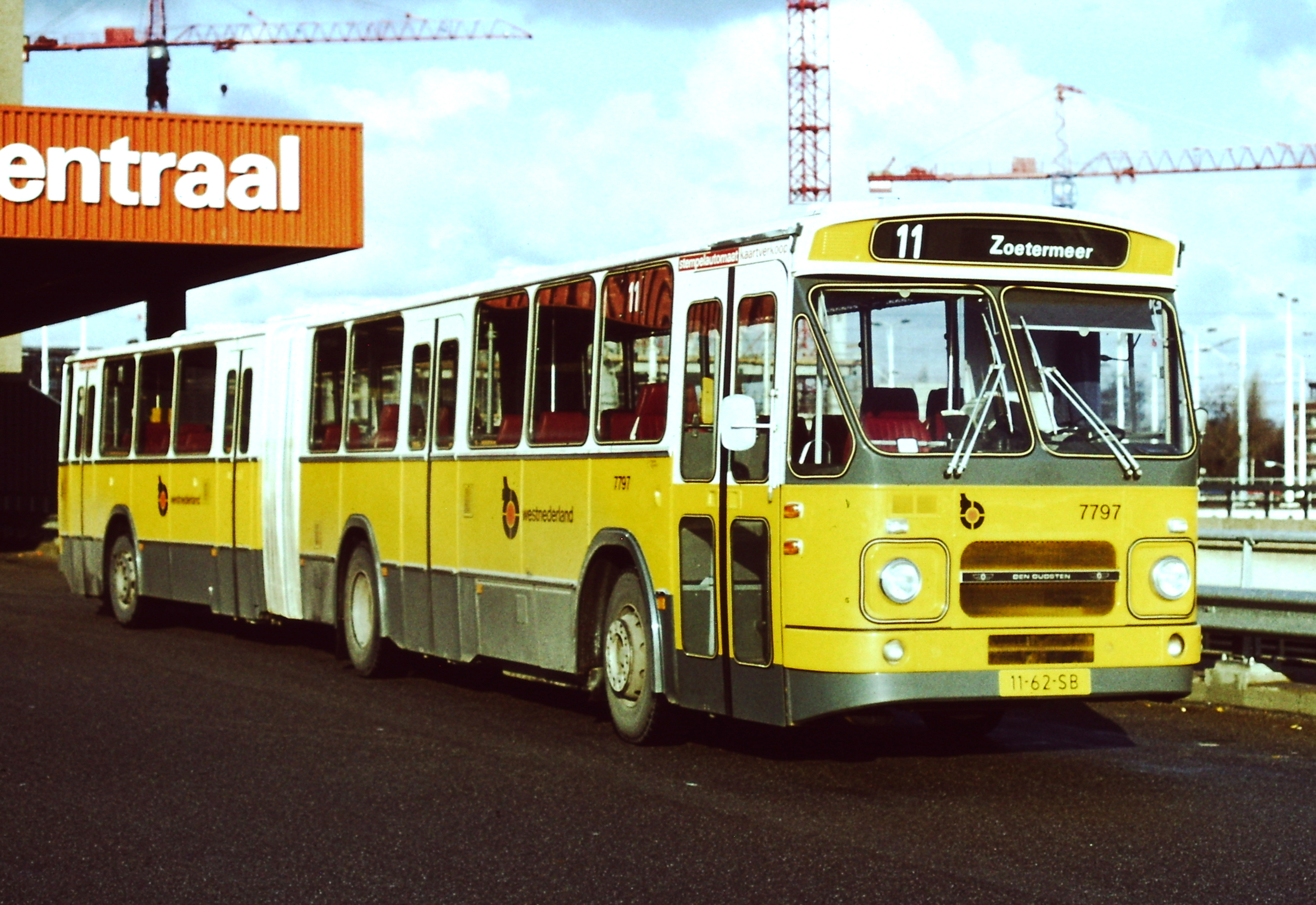
Geledebus van Westnederland te Den Haag Centraal

In Nederland kwamen er enkele exemplaren voor bij het vervoerbedrijf Westnederland. Deze had 22 gelede bussen in dienst (serie 7792–7813) en waren gebouwd met een Den Oudsten-carrosserie. De bussen werden aanvankelijk aangeschaft voor de lijndiensten tussen Den Haag en Zoetermeer, maar werden later doorgeschoven naar Nieuwegein voor de lijndiensten tussen Utrecht en Nieuwegein. Het GVB had 25 gelede bussen in dienst (serie 245–269) en waren gebouwd met een Hainje-carrosserie.

### België
In België kwam deze busserie vooral voor in Luik en Antwerpen en waren gebouwd met een Jonckheere carrosserie of met een Van Hool carrosserie.
In 1960 bestelde TULE vijf chassismodules (serie 81–85) en in 1961 tien chassismodules (serie 86–95). Deze modules werden gebouwd op een chassis van Jonckheere. De reeks van 1961 hadden in tegenstelling tot de reeks van 1960 twee uitstapdeuren. In 1961 werden de bussen doorgeschoven naar STIAL en in 1964 naar STIL. Nadat de bussen naar STIAL gingen kregen ze de nummers 181–195.
In 1963 bestelde STIAL een reeks van 35 chassismodules (serie 196–230). Deze werden met een Van Hool-carrosserie gebouwd en hadden een uitstapdeur. Deze reeks werd in 1964 doorgeschoven naar STIL waar in 1964 een vervolgorder werd geplaatst van twintig chassismodules (serie 231–250). Ook deze reeks werd gebouwd met een Van Hool-carrosserie.
In Antwerpen reden vier O317-exemplaren (serie 86–89) en negen O317K-exemplaren (serie 90–98) rond bij Bus De Polder. De O317K-exemplaren van Bus De Polder werd licht aangepast door Jonckheere.

### Inzetgebieden
| Land      | Bedrijf       | Type            | Serie     | Aantal | Bouwjaar  | Inzet                   | Opmerking                                  |
| --------- | ------------- | --------------- | --------- | ------ | --------- | ----------------------- | ------------------------------------------ |
| België    | Bus De Polder | O317            | 86–89     | 4      | ??        | Antwerpen               |                                            |
| België    | Bus De Polder | O317K           | 90–98     | 9      | 1971      | Antwerpen               |                                            |
| België    | STIL          | O317            | 181–185   | 5      | 1960      | Luik                    | Voorheen STIAL 181–185 Daarvoor TULE 81–85 |
| België    | STIL          | O317            | 186–195   | 10     | 1961      | Luik                    | Voorheen STIAL 186–195 Daarvoor TULE 86–95 |
| België    | STIL          | O317            | 196–230   | 35     | 1963      | Luik                    | ex STIAL 196–230                           |
| België    | STIL          | O317            | 231–250   | 20     | 1964      | Luik                    |                                            |
| Luxemburg | TICE          | O317            | 3 + 34–61 | 29     | 1959–1972 | Kanton Esch-sur-Alzette |                                            |
| Nederland | GVB           | O317 gelede bus | 245–269   | 25     | 1977      | Amsterdam               | Hainje carrosserie                         |
| Nederland | Westnederland | O317 gelede bus | 7792–7813 | 22     | 1976–1978 | Zuid-Holland, Utrecht   | Den Oudsten carrosserie                    |

## Verwante modellen
- De O321H bleef na de introductie van de O317 nog tot 1964 in productie.
- De stadsbus O322 was een belangrijke link tussen de O321H en de O302 en werd in 1960 geïntroduceerd.
- De O302 werd in 1965 geïntroduceerd en was vooral bedoeld als touringcar, maar werd veelal gebruikt voor de streek- en stadsdienst. Deze bus was de opvolger van de O321H.
- De O305 werd in 1969 geïntroduceerd, de streekbus O307 in 1972.